# Demokratische Partei Guineas
Die Demokratische Partei Guineas-Afrikanische Demokratische Sammlung (auf französisch Parti Démocratique de Guinée-Rassemblement Démocratique Africain, Kürzel PDG oder PDG-RDA) ist eine politische Partei in Guinea.

## Geschichte
Die Partei wurde gegründet als ein Zweig der Rassemblement Démocratique Africain (RDA) in Französisch-Guinea im Juni 1947. Am 19. Oktober 1958 verschlechterten sich die Beziehungen zur RDA, den anderen Mitgliedern, die eine nähere Union mit der Kolonialmacht Frankreich verlangten. Während des Regimes von Sékou Touré war die PDG die einzige zugelassene Partei in dem neuen unabhängigen Land, und zwar unter sozialistischer Ausrichtung. Nach dem Fall des Touré-Regimes im Jahre 1984 wurde die PDG zunächst aufgelöst.
Im Jahre 1992 wurde die PDG-RDA wiedererrichtet, diesmal unter Führerschaft von El Hadj Ismael Mohamed Gassim Gushein. In der Parlamentswahl abgehalten am 30. Juni 2002 gewann die Partei 3,4 % der Volksstimmen und insgesamt 3 der 114 Sitze.